# 大有銀行
大有銀行有限公司是香港的一家華資銀行，由高氏家族經營，只有一間總行，從來沒開設任何分行。該銀行專營公司業務，提供銀行與財務服務。註冊會計師是德勤。

## 歷史
1914年，劉鑄伯、何福、何甘棠、羅長肇、陳為明等人創立了大有銀行，總部位於皇后大道中175號。期間曾牽涉1923年中華民國大總統選舉候選人曹錕賄選之醜聞。於1937年，大有銀行結業。
戰後，大有銀行於1947年4月18日由高可寧家族重新成立，稱大有銀號。高可寧亦購入多間當舖和灣仔及駱克道的一些地段。於1977年6月17日，該銀行改稱大有銀行。 